# Euroregion Puszcza Białowieska
Euroregion Puszcza Białowieska – euroregion na granicy polsko-białoruskiej, który powstał w 2002 roku w celu wspierania współpracy transgranicznej w tym obszarze. Celem współpracy w ramach Euroregionu Puszcza Białowieska jest podejmowanie wspólnych działań w szczególności w zakresie:
- ochrony środowiska naturalnego i racjonalnego wykorzystania zasobów naturalnych
- zbliżenia narodów obu państw
- zachowania unikalnego w skali Europy kompleksu przyrodniczego, w znaczącej mierze wpływającego na klimat kontynentu, jakim jest Puszcza Białowieska
- podnoszenia poziomu życia mieszkańców Euroregionu drogą pozyskiwania inwestycji i realizacji transgranicznych programów gospodarczych
- współpracy i wymiany grup społecznych, naukowych, zawodowych, kulturalnych, sportowych, środowisk młodzieżowych
- tworzenia pomostu pomiędzy krajami ułatwiającego współpracę gospodarczą
- zagospodarowania przestrzennego obszarów przygranicznych, w tym rozbudowy infrastruktury transgranicznej
- współpracy w zakresie zapobiegania i likwidacji następstw klęsk żywiołowych i stanów zagrożenia
- utworzenia nowoczesnego, jednolitego systemu utylizacji odpadów komunalnych i przemysłowych